# HNoMS Æger (1936)
«Егір» (норв. KNM Æger (1936);— військовий корабель, ескадрений міноносець типу «Слейпнир» Королівських ВМС Норвегії часів Другої світової війни.
Ескадрений міноносець «Егір» закладений на верфі Horten Navy Yard у Гортені. 25 серпня 1936 року він був спущений на воду, та наступного року увійшов до складу Королівських ВМС Норвегії. Есмінець бився в перший день німецького вторгнення до Королівства Норвегія, під час якого загинув унаслідок бомбардування авіацією Люфтваффе.

## Історія служби
Норвезький есмінець «Егір» був однім з перших бойових кораблів Королівського флоту Норвегії, який зіткнувся з німецькими силами вторгнення при проведенні операції «Везерубунг», коли рано вранці 9 квітня 1940 року норвезький корабель перехопив німецьке вантажне судно «Рода» біля портового міста Ставангер.
Близько 01:00 9 квітня норвезькі митники піднялися на борт «Егір», коли той стояв на якорі у Ставангері, і повідомили про свою підозру, що 6780-тонне вантажне судно «Рода», яке стояло на якорі біля Уллснеса, мабуть, перевозить інший вантаж, ніж 7000 тон коксу, зазначеного у вантажних документах. Німецьке судно стояло занадто високо у воді, щоб перевозити такий вантаж. Ще більше підозр додав той факт, що німці заявляли, що привозять кокс до норвезької компанії Sigval Bergesen, компанії, про яку митники знали, що ніколи раніше не здійснювала поставок коксу. Хоча ситуація була неясною, командир норвезького есмінця, капітан Нільс Ларсен Бруун, вирішив взяти «Роду» як приз.
Коли норвезький есмінець знайшов німецький корабель у Біфьорді поблизу Ставангера і подав сигнал, що вони збираються захопити німецьке судно, екіпаж «Рода» почав чинити опір, що призвело до того, що капітан Ларсен Бруун вирішив потопити вантажне судно. Після того, як німецький екіпаж покинув свій корабель і перейшов на рятувальні човни, «Егір» випустив двадцять п'ять 101-мм холодних снарядів (без вибухівки) у кожний бік судна, та потопив його.
О 08:30 перші три із загальної кількості десяти бомбардувальників Люфтваффе Ju 88 з III/KG.4 почали атакувати «Егір» на невеликій висоті. Незабаром до них приєдналися Ju 87 StG 1, що також атакували корабель.
У сутичці норвезький екіпаж збив два атакуючі бомбардувальники, однак, намагаючись уникнути нападу трьох літаків з усіх напрямків, «Егір» потрапив під удар 250-кілограмової бомби, яка пробила палубу есмінця і розірвала його на частини.
Сім членів екіпажу були вбиті, один смертельно та троє легко поранені, причому корабель залишився стояти у неглибокій воді. Оскільки вся зенітна зброя корабля вже була виведена з ладу, капітан Бруун наказав своєму екіпажу покинути корабель. Весь уцілілий екіпаж зумів вийти на берег без подальших жертв.